# Krzysztof Krzemieniecki
Krzysztof Krzemieniecki (ur. 22 maja 1963 w Chrzanowie, zm. 8 kwietnia 2016) – polski onkolog, dr hab. n. med.

## Życiorys
Ukończył I Liceum Ogólnokształcące im. Bartłomieja Nowodworskiego w Krakowie. Studiował na Wydziale Lekarskim Akademii Medycznej w Krakowie, uzyskując w 1988 r. tytuł lekarza. W latach 1988–2005 pracował na stanowiskach naukowych w Klinice Chemioterapii Centrum Onkologii – Instytutu im. Marii Skłodowskiej-Curie w Krakowie, przez długi czas był też jej kierownikiem. Odbył szkolenia w Instituto Nazionale dei Tumori (Turyn), Royal Marsden Hospital (Londyn) i Instytucie Gustave-Roussy (Villejuif). W 2002 uzyskał doktorat na podstawie rozprawy pt. Badania nad zastosowaniem wysokodawkowanej chemioterapii ifosfamidem w zaawansowanych mięsakach tkanek miękkich, a w 2009 r. Wydział Lekarski Collegium Medicum nadał mu stopień doktora habilitowanego na podstawie pracy zatytułowanej Badania nad przyczynami opóźnienia w procesie diagnostycznym chorych na nowotwory głowy i szyi. Po reorganizacji Centrum Onkologii w 2006 r. został zastępcą kierownika Kliniki Nowotworów Układowych i Uogólnionych. W 2008 r. objął funkcję kierownika Katedry i Kliniki Onkologii na Wydziale Lekarskim Collegium Medicum Uniwersytetu Jagiellońskiego, którą piastował do śmierci. Był zatrudniony na stanowisku profesora nadzwyczajnego. Ponadto w latach 2007–2014 był wojewódzkim 
konsultantem w dziedzinie onkologii klinicznej.
Był odznaczony Srebrnym Medalem za Długoletnią Służbę.